# Список умерших в 1189 году

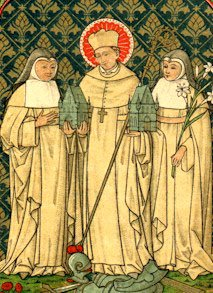
Гильберт Семпрингхемский

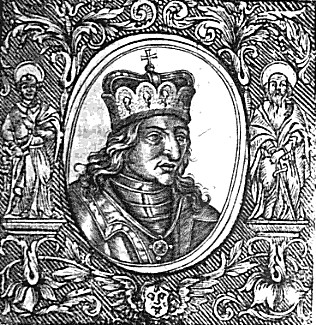
Фридрих

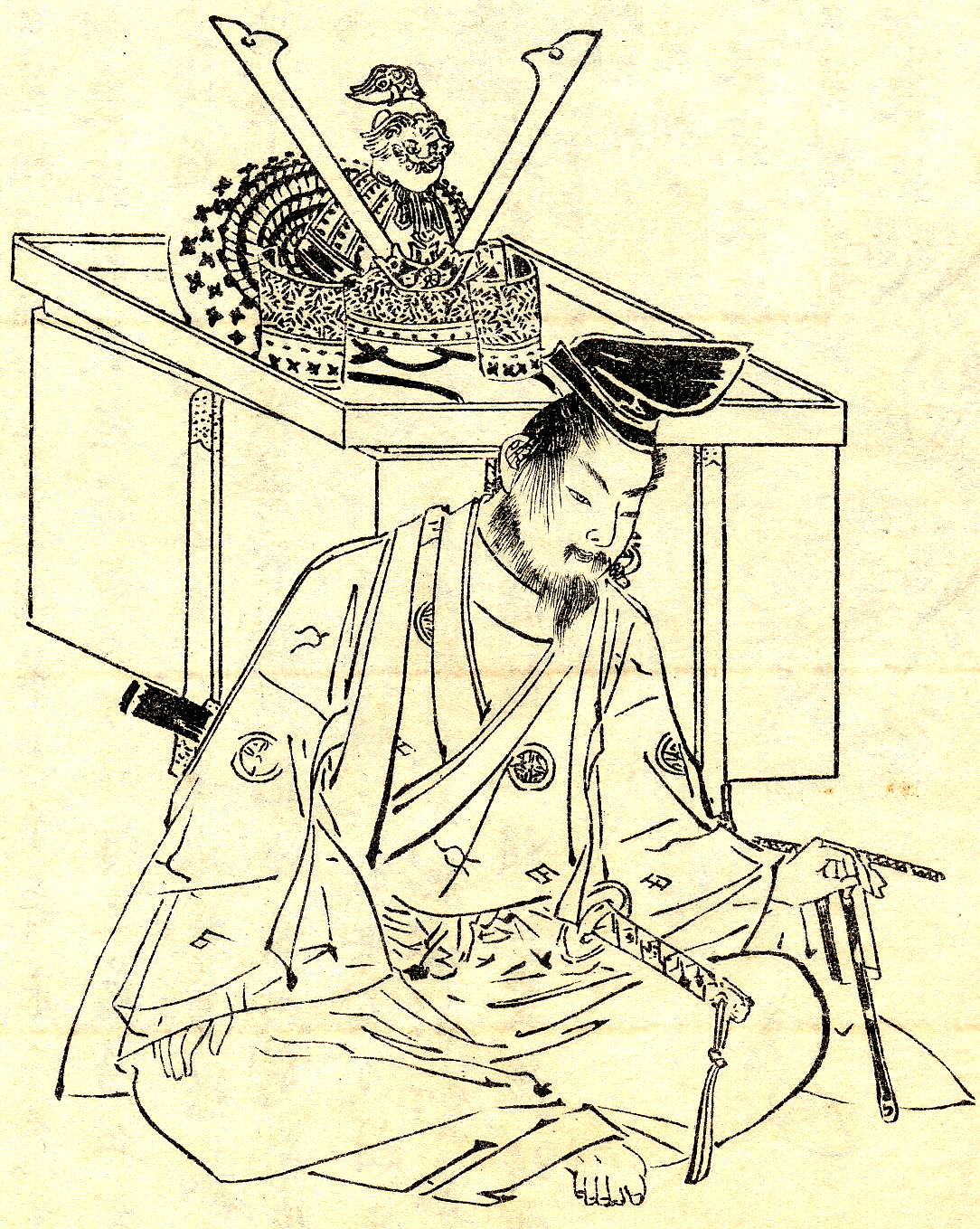
Минамото-но Ёсицунэ

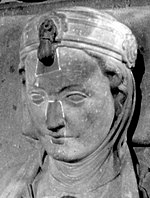
Матильда Плантагенет

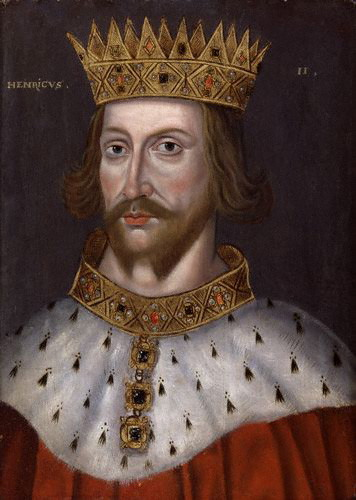
Генрих II Плантагенет

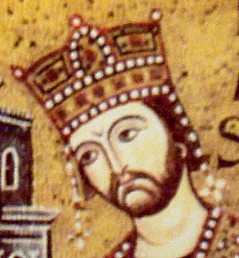
Вильгельм II Добрый

В этой статье представлен список известных людей, умерших в 1189 году.
См. также: Категория:Умершие в 1189 году

## Январь
- 20 января — Ваньянь Улу (65), император чжурчжэньской династии Дзинь (1161—1189)

## Февраль
- 4 февраля — Гильберт Семпрингхемский — английский священник, основатель Ордена Гильбертинцев, святой римско-католической церкви.

## Март
- 4 марта — Гумберт III Блаженный (52) — граф Савойи (1148—1189), святой римско-католической церкви.
- 25 марта — Фридрих — князь Оломоуца (1162—1173), князь Чехии (1172—1173, 1178—1179)

## Апрель
- 24 апреля — Алессио — кардинал-священник римской церкви Санта-Сузанна (1188—1189)

## Июнь
- 15 июня
  - Бэнкэй — японский воин-монах, служивший Минамото-но Ёсицунэ. Погиб в битве. Герой японского фольклора.
  - Минамото-но Ёсицунэ — полководец из клана Минамото, победитель в битве при Данноура. Совершил сэппуку в ходе междоусобной борьбы.
- 28 июня — Матильда Плантагенет — дочь короля Англии Генриха II, жена Генриха Льва, герцога Баварии и Саксонии.

## Июль
- 6 июля — Генрих II Плантагенет Короткий Плащ — король Англии (1154—1189), герцог Нормандии, граф Анжуйский и граф дю Мэн (1151—1189), герцог Аквитании (1152—1172), граф де Пуатье (1152—1153)
- 14 июля — Менендо I[исп.] — архиепископ Овьедо (1188—1189)
- Энгельберт I — граф Берга (1160/1161—1189), погиб, направляясь в третий крестовый поход.

## Август
- 1 августа — Павия, Пьетро да — кардинал-епископ Фраскати (1178—1189)
- 20 августа или 21 августа — Ридель, Джеффри (епископ Или)[англ.] — лорд канцлер Англии (1162—1173), епископ Или (1173—1189).
- 29 августа — Гуго III д’Уази, сеньор Уази и Кревкёра, шателен Камбре, виконт Мо, трувер.

## Сентябрь
- 3 сентября — Якоб Орлеанский — еврейский учёный, живший во Франции. Убит в Лондоне во время антисемитских беспорядков при коронации Ричарда I Львиное Сердце

## Октябрь
- 4 октября
  - Андре де Бриенн — сеньор Рамрюпта, один из руководителей французских крестоносцев в третьем крестовом походе. Погиб в битве при Акре
  - Ридфор, Жерар де — великий магистр ордена тамплиеров (1184—1189), казнён в плену у мусульман во время третьего крестового похода, битвы при Акре
- 14 октября — Фудзивара но Ясухира[англ.] — последний глава клана Северных Фудзивара (1187—1189), казнён Минамото-но Ёритомо

## Ноябрь
- 10 ноября — Лука — епископ Ростовский (1185—1189). Святой православной церкви.
- 14 ноября — Уильям де Мандевиль — граф Эссекс (1166—1189), граф Омальский (1180—1189), юстициарий Англии (1189)
- 18 ноября — Вильгельм II Добрый — король Сицилии (1166—1189)
- 20 ноября — Герман фон Фрединген[нем.] — епископ Констанца (1183—1189).
- Гуго IV дю Пюизе — сеньор Ле-Пюизе, граф Бар-сюр-Сен.

## Дата неизвестна или требует уточнения
- Авертин Турский — отшельник, святой римско-католической церкви.
- Анвари — классик персидско-таджикской литературы
- Бенедикт Йоркский[англ.] — ростовщик и глава еврейской общины Йорка. Умер вскоре после насильственного крещения.
- Бушар V де Монморанси — барон Монморанси (1160—1189), участник третьего крестового похода, погиб во время осады Акры
- Видекинд III — граф Вальдек (1185—1189), погиб, направляясь в третий крестовый поход.
- Генри де Сулли[англ.] — архиепископ Йоркский (1140).
- Готье из Арраса, французский трувер.
- Конхобар Менмайге Уа Конхобайр, король Коннахта (1183—1189).
- Лаборанте, кардинал-священник Санта-Мария-ин-Трастевере.
- Нигелли, Ридольфо — кардинал-дьякон Сан-Джорджио-ин-Велабро (1185—1188), кардинал-священник Санта-Прасседе (1188—1189)
- Ричард де Морвиль[англ.] — лорд Верховный констебль Шотландии (1162—1189).
- Ростислав Иванович, безудельный князь из первой галицкой династии.
- Фольмар фон Карден[англ.] — архиепископ Трира (1183—1189)
- Хью де Кресси[англ.] — англо-нормандский дворянин и королевский чиновник.
- Чжоу Цюйфэй, китайский ученый и государственный служащий.
- Эццелино I да Романо — итальянский дворянин, сеньор Онары, Романо-д'Эццелино, Бассано и Годего